# Вахтеро, Пиркко
Пиркко Вахтеро (фин. Pirkko Vahtero; 16 декабря 1936, Кеуруу, Вааса — 22 февраля 2025, Лоппи, Южная Финляндия) — финская художница почтовых марок, дизайнер и геральдист.
Одна из самых продуктивных художниц марок Финляндии. Автор целого ряда финских почтовых марок и ценных бумаг.
После создания своей первой марки в 1972 г. в честь в 100-летия Финского национального театра создала около сто сорок финских марок. Кроме того, она также разработала почтовые марки по заказу других стран, таких как Венесуэла, Дания, Исландия, Коста-Рика, Кувейт, Ливан, Норвегия, Сальвадор, Швеция и др.
Ей принадлежат первые финские рождественские марки (1973). П. Вахтеро одна из первых стала создавать марки Аландских островов.
Работы Пиркко Вахтеро отмечены большим количеством международных наград, несколько раз были признаны самыми красивыми марками Финляндии.

## Галерея почтовых марок Пиркко Вахтеро
- 1972
- Первая финская рождественская марка 1973
- 1974
- 1975
- 1976
- 1977
- 1978
- 1979
- 1980
- 1980
- 1981
- 1982
- 1982
- 1983
- 1983
- Первая почтовая марка Аландских островов 1984
- 1984
- 1985
- 1985